# Cathédrale Notre-Dame-de-l'Assomption de Libreville
Pour les articles homonymes, voir Cathédrale Notre-Dame-de-l'Assomption.
La cathédrale Notre-Dame-de-l'Assomption est une cathédrale catholique située à Libreville, au Gabon. Elle est le siège de l'archidiocèse de Libreville.

## Historique
La construction de la cathédrale de Libreville date de 1958.